# Erreguerena

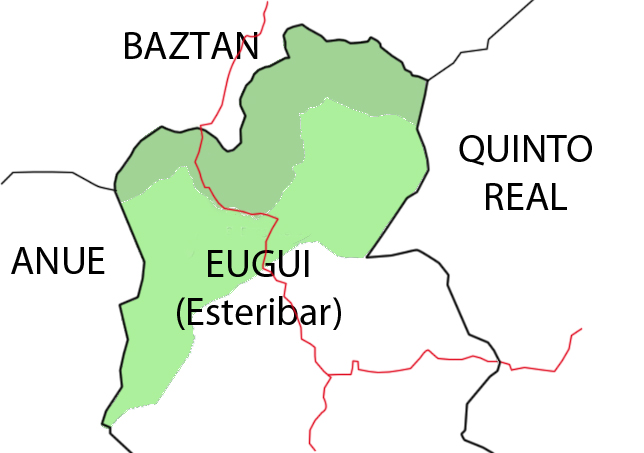
En verde oscuro, zonas de uso exclusivo de Baztan. En verde claro, zona compartida entre Eugi y Baztan. Ambas zonas están situadas completamente en término concejil de Eugi.

Erreguerena (en euskera y oficialmente: Erregerena) es un Monte de Utilidad Pública de Navarra, catalogado con el n.º 3, sitúado en el término municipal de Esteribar, en la zona noreste del Concejo de Eugui. lindante con Quinto Real, Baztán y Anué. con una superficie de 1519 ha incluye 557 ha propiedad del Valle del Baztán, el resto es disfrutado en régimen de facería por el Concejo de Eugi y el Valle del Baztán.

## Geografía
El Monte Erreguerena queda incluido con el n.º 3 en Catálogo de Montes de Utilidad Pública (MUP) de Navarra. Su nombre coincide con el un monte de 1239 m de altitud, situado al sur del MUP, aunque fuera de su ámbito. Con una superficie de 1519 ha, esta poblado en su mayor parte de haya, con algunos pastizales, y atravesado en su parte central por la regata Olazar, junto a la que discurre la carretera NA-1740, que une la carretera NA-138 con Irurita.. Se encuentra situado en su totalidad en el Valle de Esteribar, y en concreto en el término concejil de Eugui, limita al norte con el Valle del Baztán, al este con el Quinto Real, al sur con término de Eugui, y al oeste con Anué. 
En la muga con Quinto Real se encuentran las cimas del Laztegu (1200 m s. n. m.) y del Artsal (1233 m s. n. m.); y en el interior del MUP la de Okoro (1259 m s. n. m.) y Arteko Gaina (1237 m s. n. m.), muy cercana a la de Erreguerena (1239 m s. n. m).
Una superficie de unas 557 ha, en el paraje de Erdiz, es propiedad del Valle del Baztán, el resto es copropiedad de este mismo Valle y del Concejo de Eugui. Mediante Orden Foral 65/2020 de 17/04/2020 de la consejera de Desarrollo Rural y Medio Ambiente, se ha iniciado un procedimiento de actualización cartográfica de los montes de utilidad pública, en el que la zona de Erdiz se segrega del MUP n.º 3, y queda integrado en el MUP n.º 424, Arguez y Bailley.
Prácticamente la totalidad de Erreguerena queda incluida en la Zona de Especial Protección Monte Alduide (ES2200019), quedando excluida de esta ZEC los suelos propiedad del Baztán que quedan al oeste de la carretera NA-1740.

## Historia
El 7 de abril de 1775 el monte fue comprado por el Estado al mayorazgo de Góngora para atender a las necesidades de leña y madera para la fábrica de armas de Eugui. En ese momento el Valle del Baztán tenía derecho al aprovechamiento de leña y aguas de sol a sol, y estas circunstancias originaban problemas por lo que en 1959 el Estado redimió esa servidumbre dando en plena propiedad al Baztán una superficie de 557 ha del monte de Erreguerena, quedando para el Estado las 939 ha restantes.
Erreguerena quedó incluido con el n.º 3 como monte del Estado en el Catálogo de Montes de Utilidad Pública de la Provincia de Navarra, aprobado en la circular del Gobierno Civil de Navarra del 14 de mayo de 1912  El 9 de febrero de 1987 el Estado transmitió a la Comunidad Foral de Navarra la parte del monte que era de su propiedad. Mediante la Ley Foral 8/1991, cedió a título gratuito el Monte denominado Erreguerena al Ayuntamiento del Baztán y al Concejo de Eugui, de modo que las facultades de disposición, administración y aprovechamiento corresponderá a la comunidad formada por las dos entidades locales con el régimen jurídico de bienes comunales, debiendo determinar de común acuerdo el régimen por el que ha de regirse la comunidad, así como la cuota de participación<.ref>Art. 2 de la Ley Foral 8/1991, de 16 de marzo, por la que se cede el dominio de diversos montes, propiedad de la Comunidad Foral, a determinadas entidades locales.</ref> No habiéndose llegado la constitución de la Junta de Erreguerna (formada por dos miembros de Eugui y dos del Baztán), el Gobierno Foral, tal como le autorizaba la citada Ley Foral, aprobó los estatutos de la Junta, otorgando el 90% del aprovechamiento a Baztán, y el 10% a Eugui.
Ante la pretensión del Ayuntamiento del Baztan de considerar incluido en su término municipal el suelo de su propiedad situado en el Monte Erreguerena, el Ayuntamiento de Esteribar solicitó el deslinde de los términos municipales en la zona en litigio; como resultado del procedimiento desarrollado, con participación del Instituto Geográfico Nacional, mediante Decreto Foral 4/2017, se aprobó el deslinde jurisdiccional parcial de esa zona, que incluye en el término municipal de Esteribar el terreno objeto del litigio.